# 楚留香
『楚留香』（そりゅうこう）は、台湾の古龍の武俠小説のシリーズ、およびその主人公の名称。
物を盗むとともに「香」水の匂いを「残」して立ち去っていくという武林の奇俠・楚留香の活躍を描いたシリーズ作品。中華圏では繰り返しドラマ化、映画化されて好評を博している。日本語訳については、2009年の時点でシリーズの1部が小学館から出版されている。
古龍は楚留香の作成において、ショーン・コネリー版の007をイメージしたと言われている。また、本作の日本語訳を担当した土屋文子、田中芳樹らからは「中国のアルセーヌ・ルパン」と評されている。なお、田中芳樹は「楚留香」を絶賛しており、金庸の『秘曲 笑傲江湖』の主人公、令狐冲と比較し、「令狐冲も名前の訴求力では楚留香には及ばないだろう」と評している。
時代背景においては、古龍の作品らしく不特定。一応、倭寇が出てくる物語もあるが、特に明代というわけでもない。また、作中に東瀛（日本）からやってきた天楓十四郎という名の忍者が登場するものの、「忍術」という概念についてやや日本人の観念とかけ離れた解釈がなされていたりもする。

## 主な登場人物
楚留香
江湖に名高い俠盗。盗みに入った先では香水の匂いを残して行く、ということで楚留香と呼ばれている。その割には嗅覚に問題があり、親友の胡鉄花らからたびたびその鼻の悪さを嘲られている。
江湖では尊敬の対象となっており、盗賊の親玉ということで楚香帥と尊称されたり、盗帥などと呼ばれることもある。そのため、楚留香はかなりの年配の人物と思い込まれており、正直に「俺は楚留香だ」と名乗っても「楚留香の息子でもお前より年上だろうよ」と信じて貰えないこともある。武術の腕も一流であり、特に軽功に優れている。たいそう女性にもて、たいていの作品ごとにボンドガール的な女性と親しくなることも。
武芸に関しては、特に軽功に優れ、作中でも楚留香の軽功は天下一と称されている。鼻に関して先天的に問題があり、鼻での呼吸ができない。そのハンデを克服するため楚留香は全身の皮膚で呼吸する技術を習得しており、それによって独自の内功を修めるとともに、優れた軽功を使用する。また、水中でも息継ぎなしで活動が可能であり、水泳も得意。作中では最強というわけでもなく、石観音や水母陰姫など楚留香より武芸に優れた人物が登場するものの、機知と機転によって勝利している。
蘇蓉蓉
楚留香の女友達。変装の達人。
李紅袖
楚留香の女友達。知識に優れ、たいていのことは知っている。
宋甜児
楚留香の女友達。料理が得意。
胡鉄花
楚留香の幼馴染。「花胡蝶」の通り名を持つ大男。酒が大好きで、呑んでばかりいる。楚留香とは異なり、女性についてはあまり器用なタイプではない。
中原一点紅
もと殺し屋であるが、縁あって楚留香の友達となる。剣術の達人。
天楓十四郎
1作目、「血海飄香」に登場。東瀛（日本）からやってきた伊賀の忍者。物語の中核に絡む立ち場にあり、「大沙漠」などでもたびたび名前が出てくる。
石観音
2作目、「大沙漠」に登場。亀茲国の乗っ取りをたくらむ。天楓十四郎とは隠された関係がある。
水母陰姫
3作目、「画眉鳥」に登場。天水宮の宮主で、比類なき武芸の持ち主。楚留香の評価では石観音よりも強いとのことで、事実楚留香は全く歯が立たなかった。
薛衣人
「借屍還魂」に登場。天下一の剣士だが、家庭環境には恵まれていない。
蝙蝠公子
「蝙蝠伝奇」に登場。蝙蝠島で秘密の集まりを開いている。

## 書籍情報
2009年の時点で、小学館から『楚留香 蝙蝠伝奇』として上中下の全三巻が発売されているが、現在は絶版。
内容的には、楚留香シリーズの第1作「血海飄香」からではなく、時系列で言えば全体の半ばにあたる2つの物語を収録している。具体的には、上巻に「借屍返魂」が、中下巻には「蝙蝠伝奇」が収録されているため、上巻と中下巻の間の関連性はさほど強くない。
- 「血海飄香」 シリーズの1作目。タイトルは「天楓十四郎」とも。
- 「大沙漠」
- 「画眉鳥」 シリーズの3作目。上記2つと「鉄血伝奇」の4つをあわせて「楚留香伝奇」。
- 「借屍返魂」 日本語訳出版。タイトルは「鬼恋俠情」とも
- 「蝙蝠伝奇」 日本語訳出版。
- 「桃花伝奇」
- 「新月伝奇」
- 「午夜蘭花」 「借屍環魂」から本作まで5つをまとめて「楚留香新伝」と呼ばれる。

## 映画

### 1970年代
- 『武俠怪盗英雄剣・楚留香』 ショウ・ブラザーズ 香港 1977年、ティ・ロン（楚留香）
- 『楚留香之二蝙蝠伝奇』 ショウ・ブラザーズ 香港 1977年、ティ・ロン（楚留香）、イー・トンシン（蝙蝠公子）※日本未公開
- 『折剣伝奇』台湾 1979年、古龍編集、田鵬（楚留香）※日本未公開

### 1980年代
- 『楚留香伝奇』 台湾 1980年、古龍編集 ※日本未公開
- 『俠影留香』 台湾 1980年、孟飛（楚留香）※日本未公開（流行に乗り制作されたもので古龍とは無関係）
- 『楚留香与胡鉄花』 台湾 1980年、古龍編集 ※日本未公開
- 『新月伝奇』 台湾 1980年、孟飛（楚留香）※日本未公開
- 『桃花伝奇』 台湾 1980年、孟飛（楚留香）※日本未公開
- 『中原一点紅』 台湾 1980年 ※日本未公開
- 『楚留香之幽霊山荘』 ショウ・ブラザーズ 香港 1982年、ティ・ロン（楚留香）※日本未公開
- 『楚留香之弾指神功』 台湾 1982年、孟飛（楚留香）※日本未公開
- 『午夜蘭花』 台湾 1983年、アダム・チェン、ブリジット・リン ※日本未公開
- 『楚留香大結局』 香港 1983年、古龍編集、アダム・チェン（楚留香）※日本未公開

### 1990年代
- 『楚留香後伝之西門無恨』 台湾 1993年、孟飛（楚留香、宮駿）※日本未公開
- 『笑俠楚留香』 香港 1993年、バリー・ウォン（王晶）監督、アーロン・クオック（楚留香）、デリック・ワン（胡鉄花）※日本未公開

## テレビドラマ

### 楚留香（1979年）
香港・無綫電視（TVB）が製作。日本未公開。
キャスト
- アダム・チェン（楚留香）
- 趙雅芝（蘇蓉蓉）
- 高妙思（李紅袖）
- 廖安麗（宋甜児）
- 呉孟達（胡鉄花）
- 夏雨（姫冰雁）
- 関聡（無花）
- リザ・ウォン（沈慧珊）
- 黄樹棠（中原一点紅）
- 程可為（高亜男）

スタッフ
- 監督：王天林

### 楚留香之蝙蝠伝奇（1984年）
香港・無綫電視（TVB）が製作。全40話。日本未公開。
キャスト
- 苗僑偉（楚留香）
- 陳栄峻（胡鉄花）
- 翁美玲（聖年公主）
- 惠天賜（中原一点紅）
- 楊盼盼（高亜男）
- 龔慈恩（華真真）
- 任達華（原随雲）
- 関海山（薛衣人）
- 秦煌（薛笑人）
- 張英才（皇帝）

スタッフ
- 監督：蕭笙

### 楚留香新伝（1985年）
台湾・中国電視公司が製作。日本未公開。
キャスト
- アダム・チェン（楚留香）
- 高雄（胡鉄花）
- 梅長芬（李紅袖）
- 蒋黎麗（宋甜児）

スタッフ
- 監督：張鵬翼(新月伝奇)、李岳峰(蘭花伝奇、影子伝奇)、許聖雨 (鸚鵡伝奇)

### 香帥伝奇（1995年）
台湾・台湾電視公司が製作。全40話。日本未公開。
キャスト
- アダム・チェン（楚留香）
- 楊麗菁（上官無極）
- 沈孟生（胡鉄花）
- 康凱（姫冰雁）
- 陳亜蘭（高亜男）
- 林美貞（蘇蓉蓉）

スタッフ
- 監督：范秀明
- 製作：顧安生

### 新楚留香（2001年）
日本未公開。
キャスト
- リッチー・レン（楚留香）
- 黎耀祥（胡鉄花）
- 黎姿（蘇蓉蓉）
- 張茜（李紅袖）
- 楊蕊（宋甜児）
- 林熙蕾（明珠公主）
- 鄭浩南（薛衣人）
- 徐少強（薛笑人）
- クリスティ・ヨン（薛可人）
- 陳曉東（皇帝）

スタッフ
- 監督：バリー・ウォン（王晶）

### 怪盗 楚留香（2007年）
原題は『楚留香伝奇 血海飄香』。中国。
キャスト
- ケン・チュウ（楚留香）
- ベニー・チャン（胡鉄花）
- フー・ジン（蘇蓉蓉）
- スン・フェイフェイ（李紅袖）
- チュ・ジャヒョン（石観音）
- リウ・ジア（宋甜児）
- ツイ・パン（無花）
- ワン・チュアンイー（中原一点紅）
- ステファニー・シャオ（水母陰姫）

スタッフ
- 製作：ワン・カーマン、ヨウ・ジェンミン、ドン・チャオホイ、シュー・ピンピン
- 監督：リウ・フォンション、リン・ユン、リン・フォン
- 脚本：ユー・ジョン、リウ・チー、シャー・ラン
- 撮影：ジャン・ジジョン、マー・ヨウタイ
- 編集：ジャン・ウェン、ジャン・ジン
- 音楽：サイフー
- アートディレクター：ヨウ・ジェンミン
- 衣装デザイン：ウー・バオリン

日本語版ソフト
DVDがマクザムより発売。第一章（2009年1月30日）、第二章（2009年3月27日）、最終章（2009年6月26日）

## 舞台化
2013年、宝塚歌劇団台湾公演で上演された。